# Altnabreac
Altnabreac (Schots-Gaelisch: Allt nam Breac) is een dorp in de Schotse council Highland in de lieutenancy area Caithness.
Altnabreac wordt bediend door een spoorwegstation op de Far North Line.